# Halowe Mistrzostwa Europy w Lekkoatletyce 1989 – trójskok mężczyzn
Trójskok mężczyzn – jedna z konkurencji technicznych rozgrywanych podczas halowych lekkoatletycznych mistrzostw Europy w  hali Houtrust w Hadze. Rozegrano od razu finał 18 lutego 1989. Zwyciężył reprezentant Związku Radzieckiego Mykoła Musijenko. Tytułu zdobytego na poprzednich mistrzostwach nie bronił Oleg Sakirkin ze Związku Radzieckiego.

## Rezultaty

### Finał
Opracowano na podstawie materiału źródłowego.
| Miejsce | Zawodnik           | Wynik | Uwagi |
| ------- | ------------------ | ----- | ----- |
| 1       | Mykoła Musijenko   | 17,29 |       |
| 2       | Volker Mai         | 17,03 |       |
| 3       | Milan Mikuláš      | 16,93 |       |
| 4       | Serge Hélan        | 16,83 |       |
| 5       | Dario Badinelli    | 16,62 |       |
| 6       | Andrzej Grabarczyk | 16,60 |       |
| 7       | Pierre Camara      | 16,52 |       |
| 8       | Ivan Slanař        | 16,48 |       |
| 9       | Alfred Stummer     | 16,41 |       |
| 10      | Santiago Moreno    | 16,31 |       |
| 11      | Kersten Wolters    | 16,29 |       |
| 12      | Didier Falise      | 15,77 |       |
| 13      | Elias Agapiu       | 15,47 |       |